# Anogeissus leiocarpa
Anogeissus leiocarpa ist eine Pflanzenart der Familie der Flügelsamengewächse (Combretaceae). 

## Vorkommen
Diese Art wächst in den Ländern der Sudanzone in Savannen und Trockenwäldern, in der Sahelzone meist entlang von Wasserläufen mit weiter Verbreitung in Afrika, westlich von Gambia bis östlich nach Äthiopien und im Süden bis in den Kongo.

## Beschreibung

### Erscheinungsbild und Blatt
Anogeissus leiocarpa wächst als immergrüner Strauch oder kleiner Baum und erreicht Wuchshöhen von meist 15, selten bis zu 30 Meter. Der gerade Stamm besitzt Durchmesser von bis zu 1 Meter. Die Rinde der Zweige ist flaumig behaart. Die gräuliche bis hell-, dunkelbraune, schuppige bis abblätternde Borke enthält ein dunkles Harz, es wird als Ersatz für Gummi arabicum verwendet. 
Die wechsel- bis fast gegenständigen Laubblätter sind in Blattstiel und -spreite gegliedert. Der kurze Blattstiel ist 1 bis 6 Millimeter lang und behaart. Die einfache, ganzrandige Blattspreite ist bei einer Länge von 2 bis 10 Zentimeter und einer Breite von 1 bis 4 Zentimeter eiförmig bis verkehrt-eiförmig oder elliptische mit keilförmiger bis stumpfer Spreitenbasis und stumpfem oder spitzem oft stachelspitzigem oberen Ende. Die anfangs seidig behaarten Blattflächen besitzen vier bis acht Paare Seitennerven. Die Nebenblätter fehlen.

### Blütenstand und Blüte
Die achsel- oder endständigen, dichten Blütenstände sind bei einem Durchmesser von 0,5 bis 2 Zentimeter kugelförmig. Der kurze Blütenstandsschaft ist bis zu 2,5 Zentimeter lang. Die zwei Paare Tragblätter fallen früh ab. Die kleinen, duftenden Blüten sind zwittrig, radiärsymmetrisch und fünfzählig mit einfacher Blütenhülle, die Kronblätter fehlen. Der stielförmige Blütenboden ist 3 bis 4 Millimeter lang. Die fünf hellgelben und dreieckigen Kelchblätter sind auf einer Länge von etwa 1 Millimeter glockenförmig verwachsen. Es sind zehn relativ kurze und vorstehende Staubblätter vorhanden. Die fadenförmigen Staubfäden sind etwa 3 Millimeter lang. Die Staubbeutel sind herzförmig. Der unterständige, einkammerige Fruchtknoten ist mehr oder weniger rostfarben behaart. Der kurze Griffel ist fadenförmig. Es ist ein rötlicher Diskus vorhanden.

### Frucht und Samen
Die rundliche und kleine Flügelfrucht (Samara) ist mit Flügeln 4 bis 10 Millimeter × 6 bis 11 Millimeter × 2 bis 2,5 Millimeter groß und besitzt zwei Flügel. Die bei Reife gelbe bis rötlich-braune Frucht ist kurz „geschnäbelt“, hier ist der Schnabel aus dem stielförmigen Blütenboden gebildet, und enthält nur einen Samen. Die Früchte stehen in zapfenförmigen Fruchtständen dicht beisammen. Der kleine Samen ist bei einer Länge von etwa 3 Millimeter und einem Durchmesser von etwa 2 Millimeter spindelförmig.

### Chromosomensatz
Die Chromosomenzahl beträgt 2n = 24.

## Nutzung
Anogeissus leiocarpa wird zum Färben von Stoffen verwendet, wie beispielsweise den bekannten Bogolan-Stoffen aus Mali. 
Das Holz des Anogeissus leiocarpa wird aufgrund seiner Resistenz gegenüber Fäulnis und Termitenbefall in der Region des Binnendeltas des Niger für Gerüstbauteile an Moscheen sehr geschätzt, so als Toron-Balken in den Lehmmoscheen von Timbuktu.
Die Blätter, Wurzeln und die Rinde werden medizinisch verwendet.